# Сјеланд (покрајина)
Покрајина Сјеланд (дан. Region Sjælland) је једна од 5 покрајина Краљевине Данске, смештена у источном делу државе. Управно седиште покрајине је град Соре, док је највећи град Роскилде.

## Положај и границе покрајине
Сјеланд обухвата источни део Данске и у потпуности је острвски. Границе округа су морске:
- север: мореуз Категат,
- североисток: Велики Копнхаген,
- исток: Балтичко море,
- југ: Балтичко море
- Запад: Јужна Данска преко Данског пролаза.

## Природни услови
Покрајина Сјеланд је у целости острвска. Највеће острво је истоимено острво Сјеланд, истовремено највеће у Данској. Оно није у целости у оквиру покрајине, већ његов североисточни део чини површински малу покрајину Велики Копенхаген. Значајна острва су и Лоланд, Фастер и Мен, која су сва на јужној обали, у оквиру Балтичког мора. Обала је веома разуђена, са много малих залива, полуострва, пролаза и приобалних острваца.
Цела покрајина је равничарска, надморске висине до 120 м (исток покрајине). На датом подручју нема значајнијих водотока. У приобалном подручју има доста мочвара, док је већи део под пољопривредним узгојем.

## Становништво
По последњем попису из 2010. године у покрајини Сјеланд живи око 1,2 милиона становника. Већина становника су етнички Данци, а становништво је више рурално него што је просек за целу државу. Ово се постепено мења, пошто се подручје Копенхагена све више шири на рачун североисточних делова покрајине.
Густина насељености покрајине је око 113 ст./км², што је нешто мање од државног просека (127 ст./км²). Североисточни део покрајине, ближи Копенхагену, је боље насељен него њен остатак.

## Општине и градови
Општине: У Сјеланду постоји 17 општина:
| - Вордингборд - Греве - Гулдборгсунд - Калундборг - Кеје - Лејре | - Лоланд - Нествед - Одшеред - Рингстед - Роскилде - Слагелсе | - Солред - Соре - Стевнс - Факсе - Холбек |

Градови: Значајни градови у покрајини су:
- Роскилде
- Нествед
- Кеје
- Слагелсе
- Холбек
- Рингстед